# Красильникова, Ольга Константиновна
Ольга Константиновна Красильникова (род. 27 июня 1977, Ангарск, Иркутская область) — российский политик, депутат Государственной думы Федерального Собрания Российской Федерации 6-го созыва.

## Биография

### Депутат Госдумы
Получила мандат депутата Госдумы 10 ноября 2013 года. Мандат освободился после того как Антон Беляков перешёл в Совет Федерации. Заместитель председателя Комитета ГД по вопросам семьи, женщин и детей.